# Robert Simson

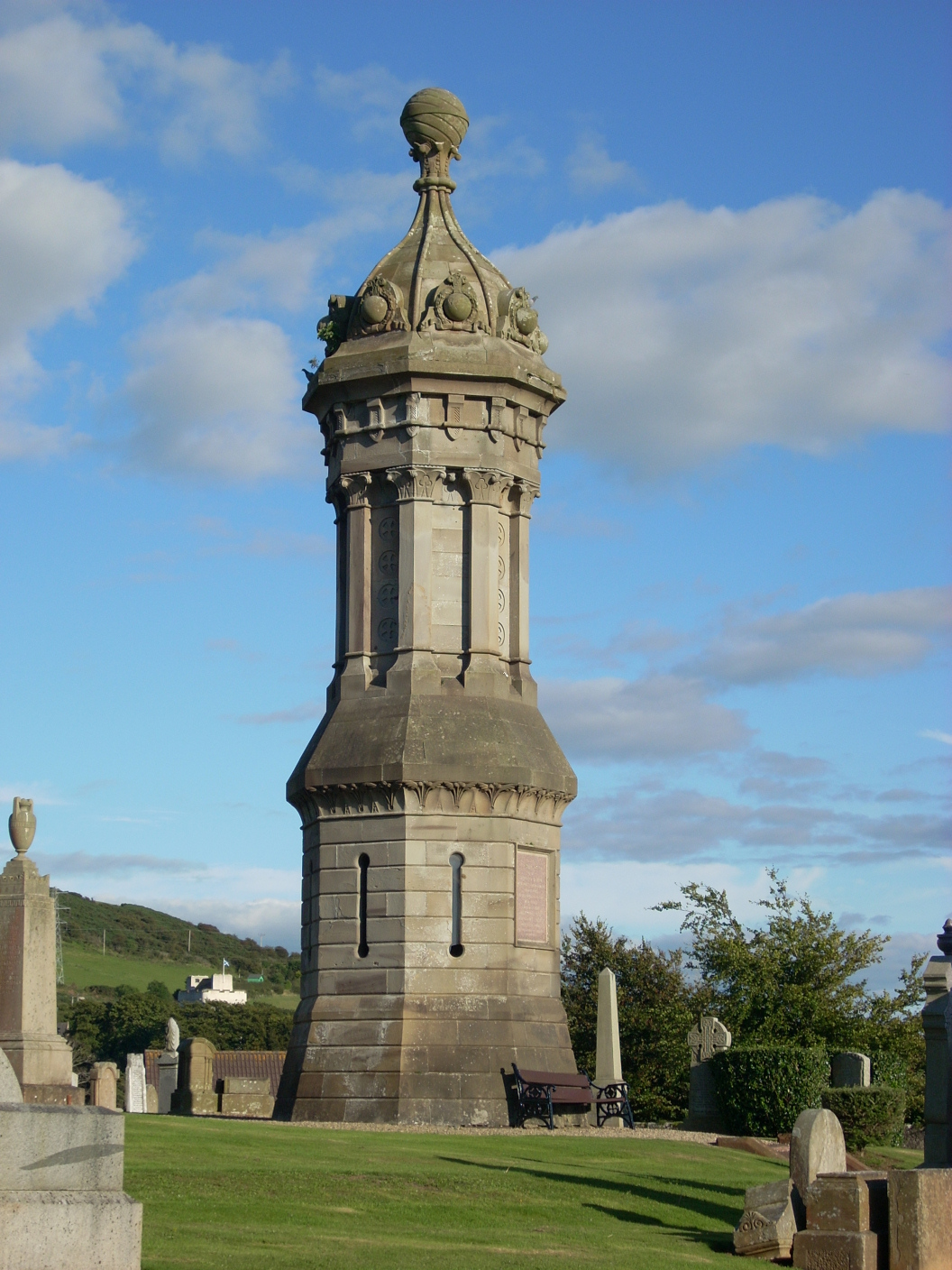
Minnesmärke över Simson på West Kilbrides kyrkogård.

Robert Simson, född 14 oktober 1697 i West Kilbride, Ayrshire, död 1 oktober 1768 i Glasgow, var en skotsk matematiker.

## Biografi
Robert Simson var son till köpmannen John Simson och dennes hustru Agnes. Fadern önskade att Robert skulle bli präst och som fjortonåring började han på Glasgows universitet.Det fanns för tillfället ingen matematikundervisning, men han utmärkte sig i klassiska studer och naturvetenskaperna. Eftersom Simson fann teologin spekulativ och föga övertygande, sneglade han mot matematiken där påståenden är antingen sanna eller falska och började på egen hand läsa Euklides Elementa. Han förkovrade sig snabbt inom matematiken, trots faderns motstånd, och 1710 erbjöds han en professur i matematik vid universitetet, vilken han dock bad att få avvakta med eftersom han ville tillbringa ett år i London, vilket beviljades. I London träffade han flera framstående matematiker som Edmond Halley, John Caswell, William Jones och Humphrey Ditton. Han återvände till Glasgow där han avlade en Master of Arts-examen 16 november och tillträdde som matematikprofessor den 20 november 1711. Denna position behöll han fram till sin pensionering 1761 då han efterträddes av sin assistent James Williamson. Bland Simsons lärjungar märks Colin Maclaurin och Matthew Stewart. Saint Andrews universitet tilldelade Simson ett hedersdoktorat 1746. Simson dog ogift 1768.

## Verk
Simson ägnade sig främst åt antikens matematiker och gav ut kommenterade utgåvor av deras verk, samt rekonstruktioner av förlorade sådana. Hans första publikation avsåg Euklides förlorade Porismata i Philosophical Transactions 1723. Därefter följde 1735 Sectionum Conicarum Libri Quinque (med en andra utökad upplaga 1750) som var en lärobok som grundade sig på Apollonius Konika (Κωνικά) och den första sådan som presenterade Desargues sats och Pascals sats. 1749 publicerades en rekonstruktion av Apollonios förlorade Loci Plani som grundade sig på texten i  Pappos Synagoge (Συναγωγή) bok sju. Detta hade tidigare försökts av Pierre de Fermat (före 1629) och Francis Schooten (1657). Euklides Elementa (böckerna 1-6, 11 och 12) följde 1756 på latin och något senare översattes den till engelska. Simsons version kom genom åren att utkomma i sjuttio upplagor, var länge standardverket i geometri och utgjorde grunden för kommande läroböcker.
Simsons linje har uppkallats efter honom, men den återfinns inte i hans verk. Jean-Victor Poncelet uppger i Traité des propriétés projectives des figures att François-Joseph Servois tillskrev Simson upptäckten i Joseph Gergonnes tidskrift Annales de mathématiques pures et appliquées. I själva verket är den först beskriven av William Wallace 1799.